# غافورزهان سيومباييف
جافورزهان سيومباييف (19 أغسطس 1990 بشيمكنت في كازاخستان - ) هو لاعب كرة قدم كازاخستاني في مركز الدفاع. شارك مع منتخب كازاخستان لكرة القدم. أما مع النوادي، فقد لعب مع نادي أورداباسي ونادي إيرتيش بافلودار ونادي كايرات.

## روابط خارجية
- غافورزهان سيومباييف على موقع الاتحاد الأوربي (الإنجليزية)
- غافورزهان سيومباييف على موقع قاعدة بيانات كرة القدم.إي يو (الإنجليزية)
- غافورزهان سيومباييف على موقع ناشيونال فوتبول تيمز (الإنجليزية)
- غافورزهان سيومباييف على موقع Soccerway.com (الإنجليزية)
- غافورزهان سيومباييف على موقع عالم كرة القدم.نت (الإنجليزية)